# NGC 2173
NGC 2173 је расејано звездано јато у сазвежђу Трпеза које се налази на NGC листи објеката дубоког неба.
Деклинација објекта је - 72° 58' 41" а ректасцензија 5h 57m 58,5s. Привидна величина (магнитуда) објекта NGC 2173 износи 11,9 а фотографска магнитуда 12,7. NGC 2173 је још познат и под ознакама ESO 33-SC34.